# Våffeljärn

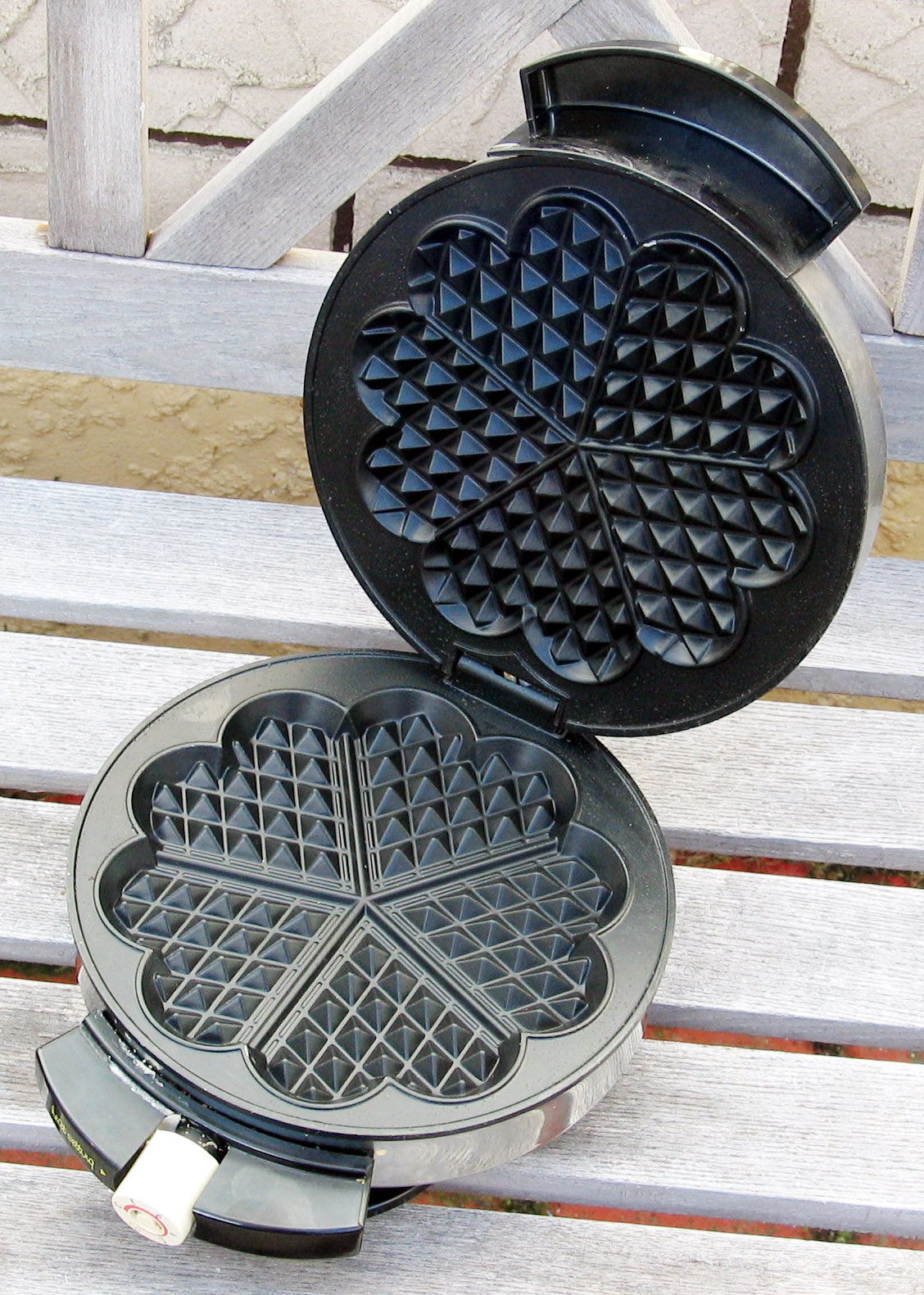
Ett våffeljärn.

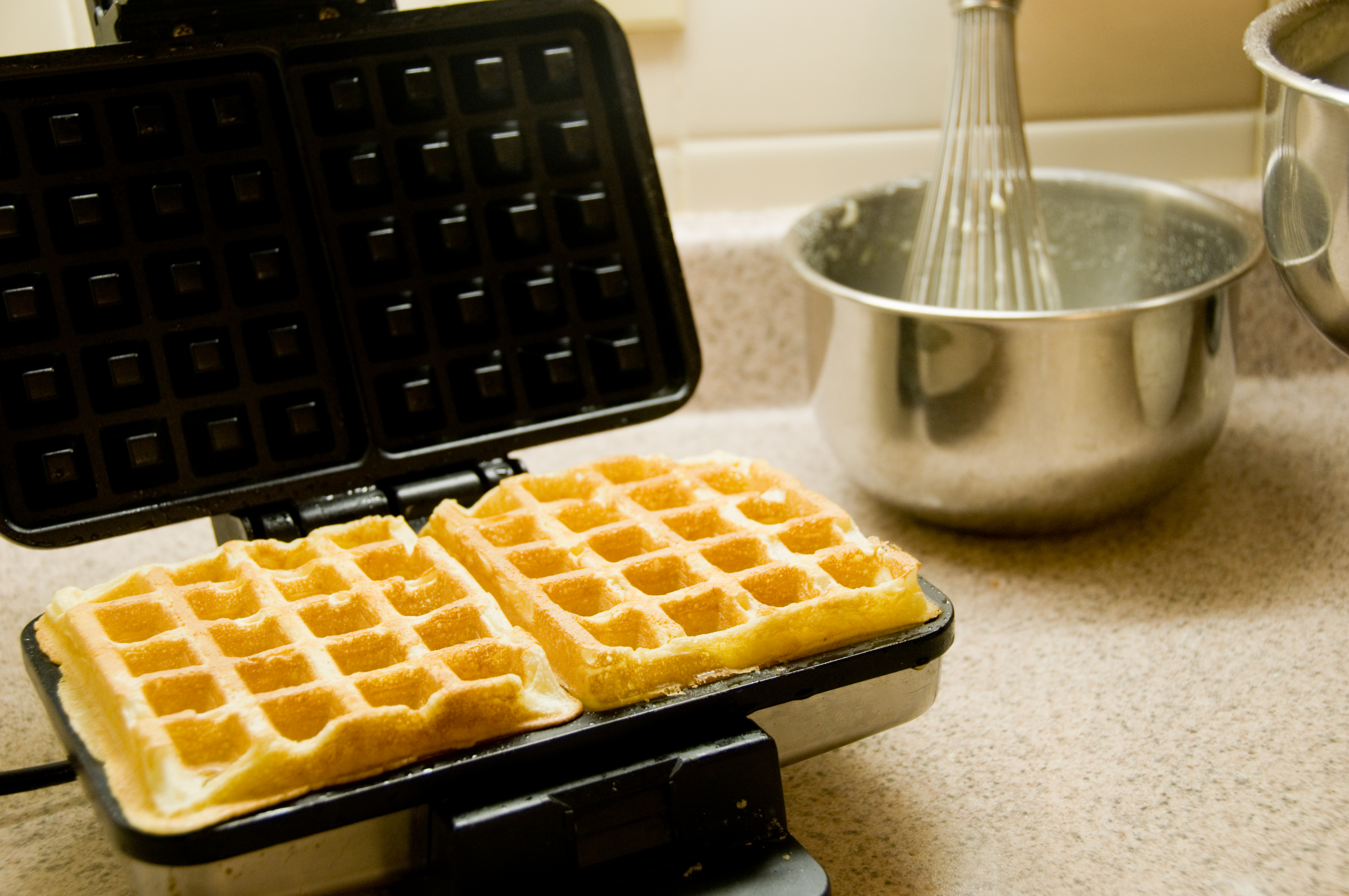
Belgiska våfflor i våffeljärn.

Våffeljärn är en hushållsapparat som används för att tillverka våfflor av våffelsmet.
Våffelsmeten gräddas i våffeljärn. Dessa apparater, numera vanligen elektriska, är tvådelade på ett sådant sätt att våfflan gräddas på båda sidorna samtidigt. Formen på våffeljärnet är cirkulär (Sverige och USA) eller fyrkantig (för belgiska våfflor). Traditionella svenska våffeljärn producerar fyra eller fem sammanhängande hjärtformiga våfflor, som är lätta att lösgöra från varandra. Denna typ av våffeljärn kom till vid 1800-talets slut.
I äldre tider, då mat tillreddes på vedspisar, kunde man byta ut en av spisringarna mot en specialring med två gropar mitt emot varandra. Till detta hörde ett särskilt våffeljärn med två utstickande kulor, som passade precis i spisringens gropar, och därmed gick det lätt att vända järnet, så att hettan från elden kunde nå bägge sidorna. Det gällde att avpassa tiderna före och efter vändningen, så att våfflan blev jämnt och lagom gräddad på bägge sidorna. Handtagen bestod av en ca 8 mm tjock järnten i vardera järnhalvan. Järntenarna var i ytteränden omböjda till öglor som man omslöt med handen för manövrering av anordningen. Om öglorna blev alltför heta fick man lov att använda grytlapp för att inte bränna sig. Öglorna kunde även användas för upphängning av järnet på en krok vid förvaring.

## Bilder på olika typer av våffeljärn

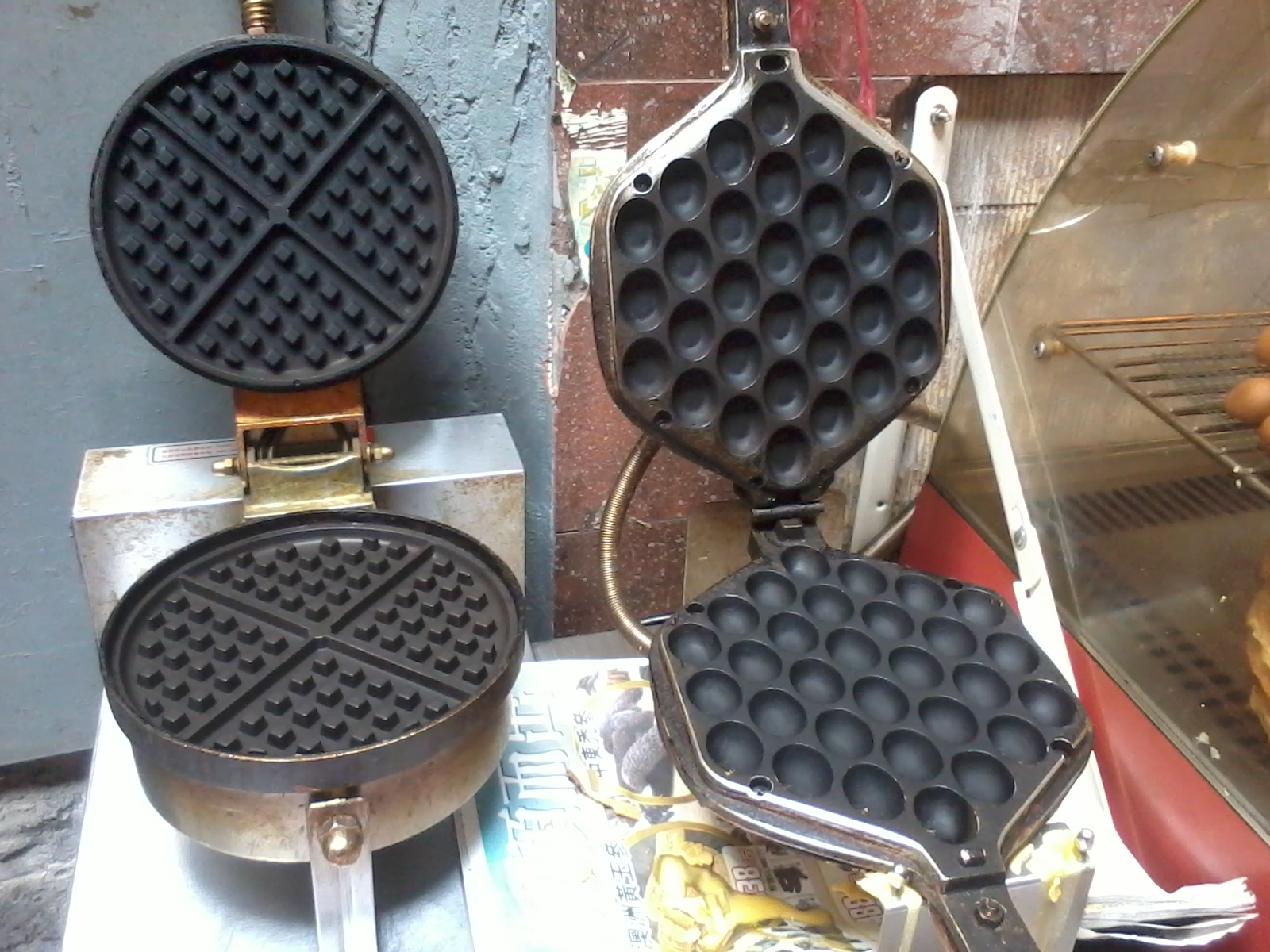
"Bubbelvåffeljärn" i Hong Kong.
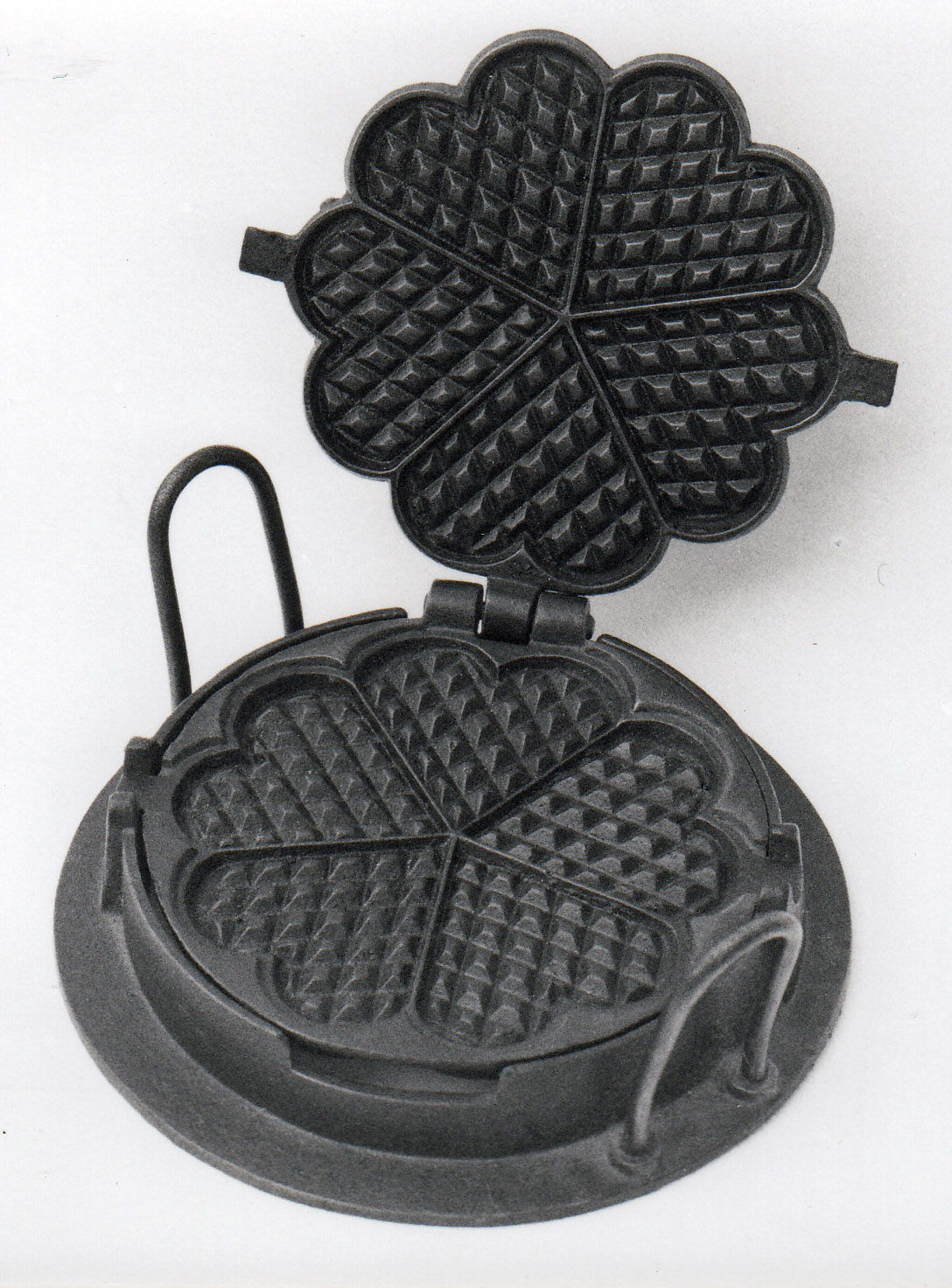
Ett våffeljärn för spisen.
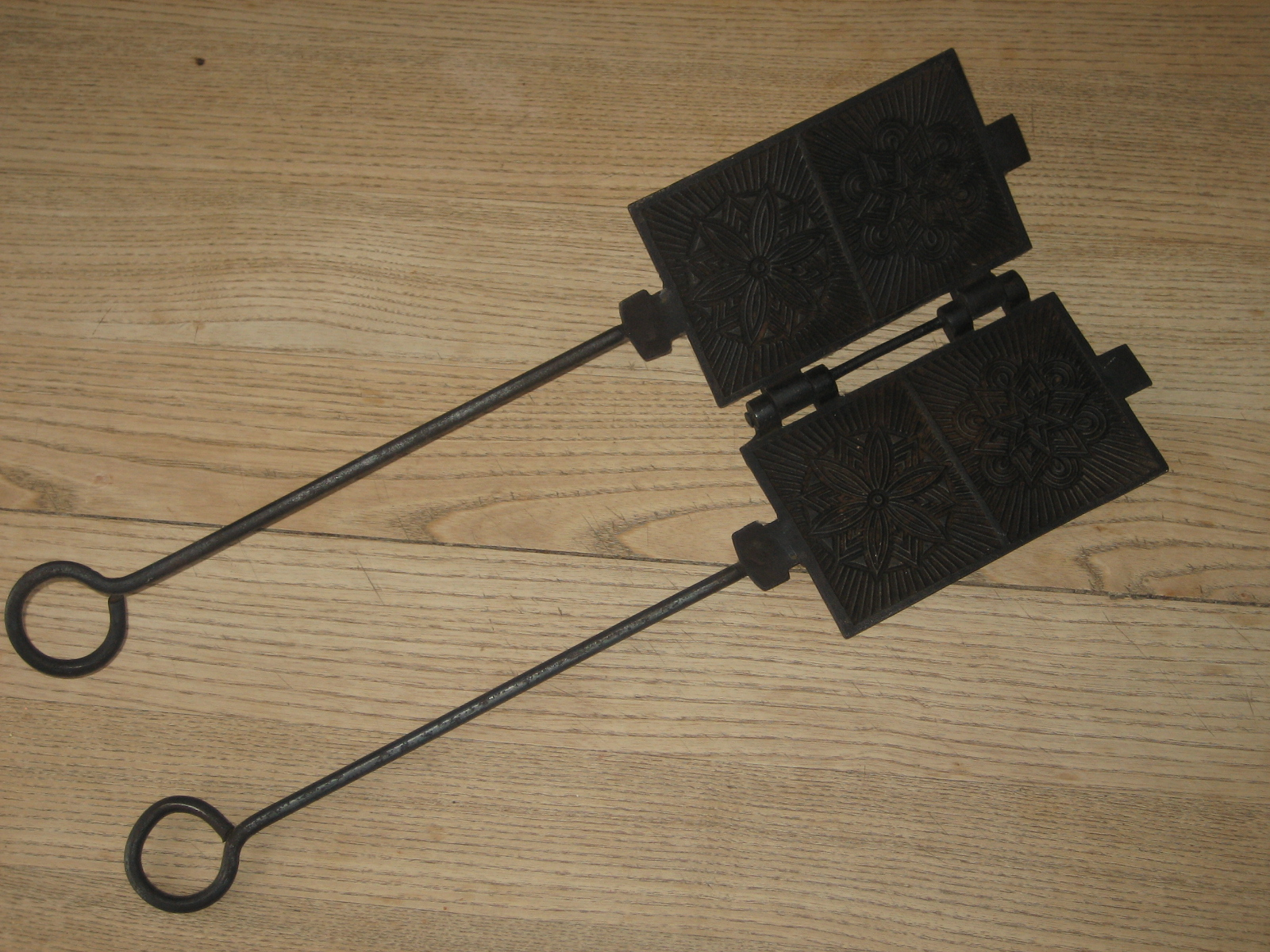
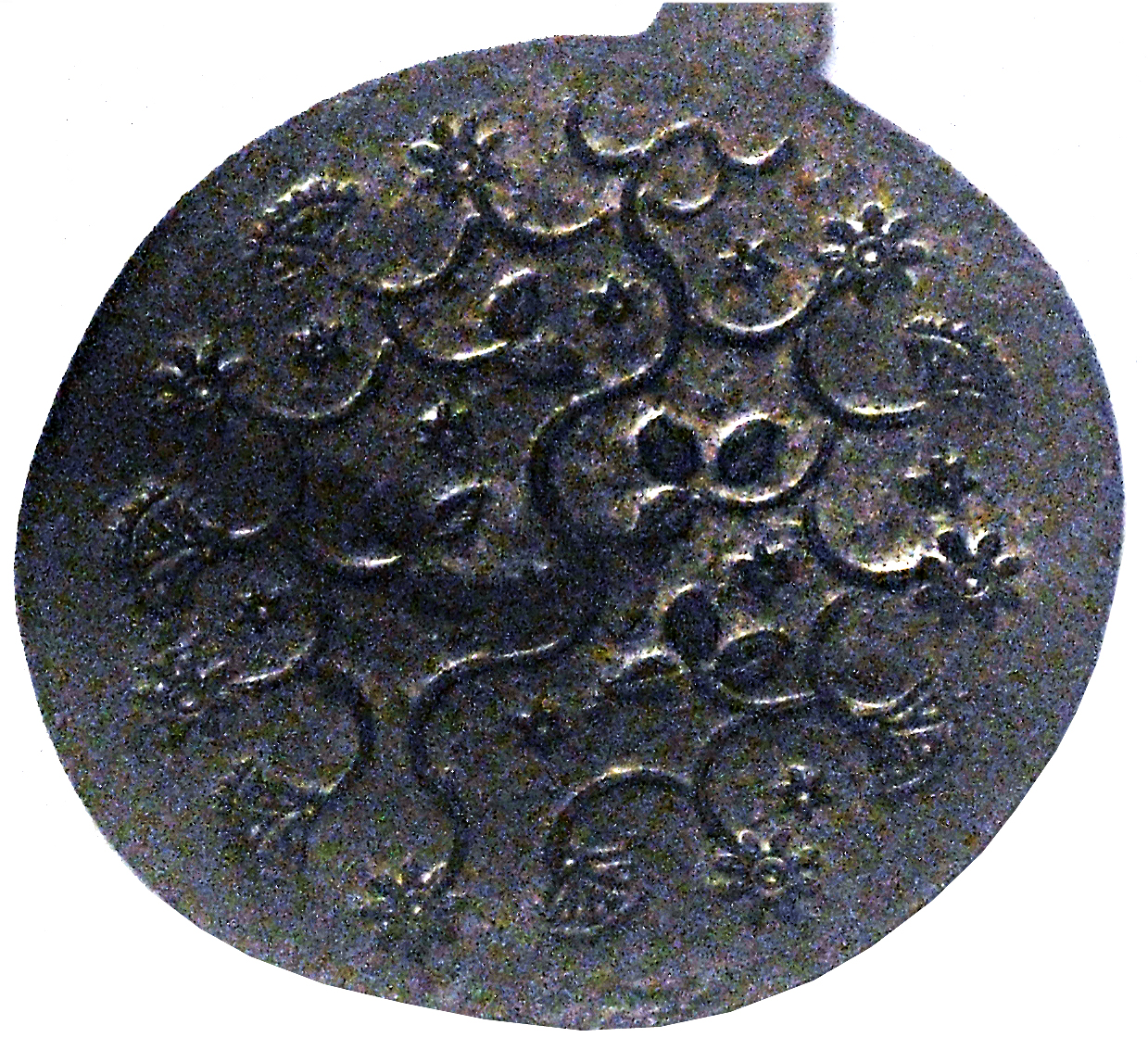
Gammalt belgiskt våffeljärn.
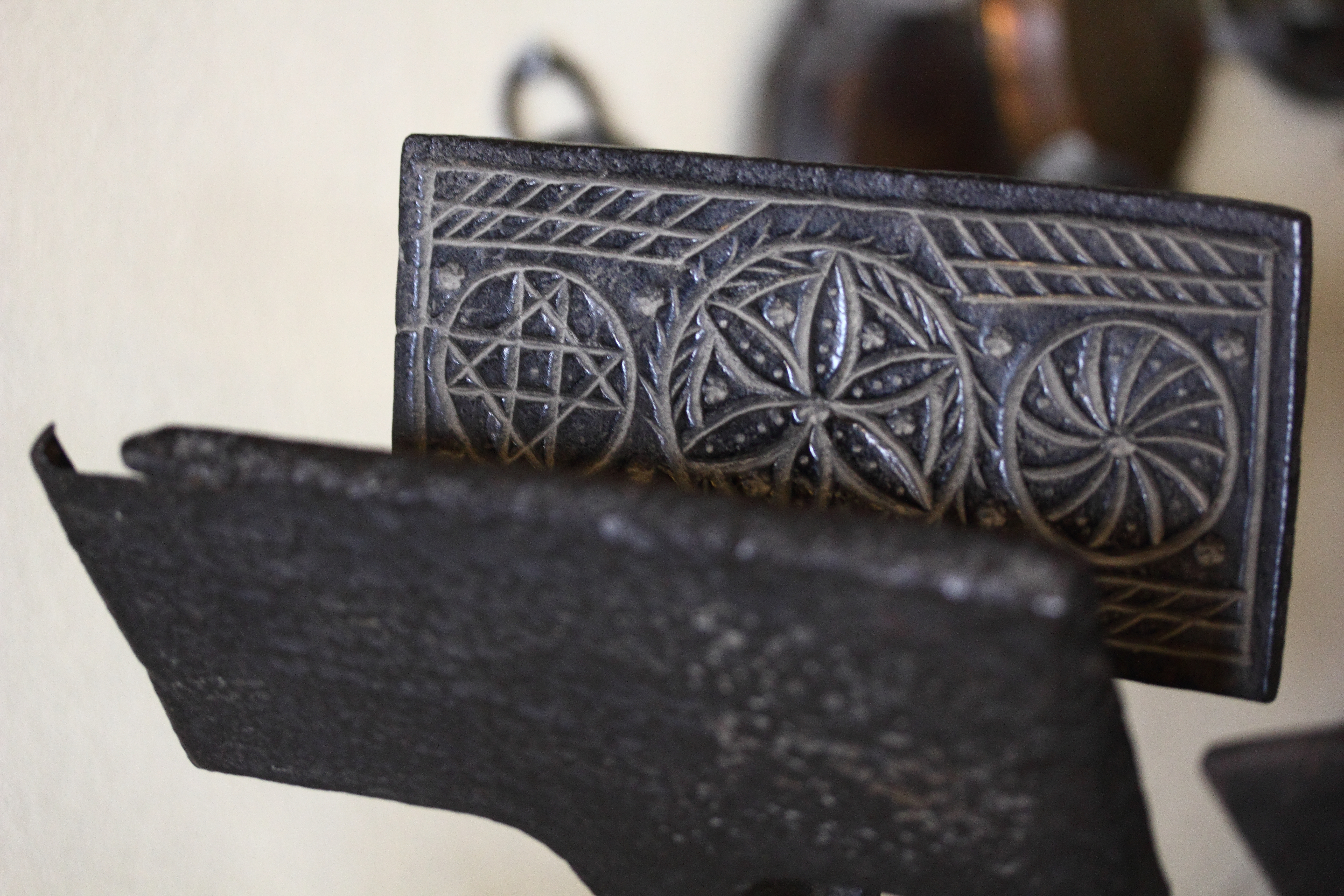
Gammalt franskt våffeljärn.
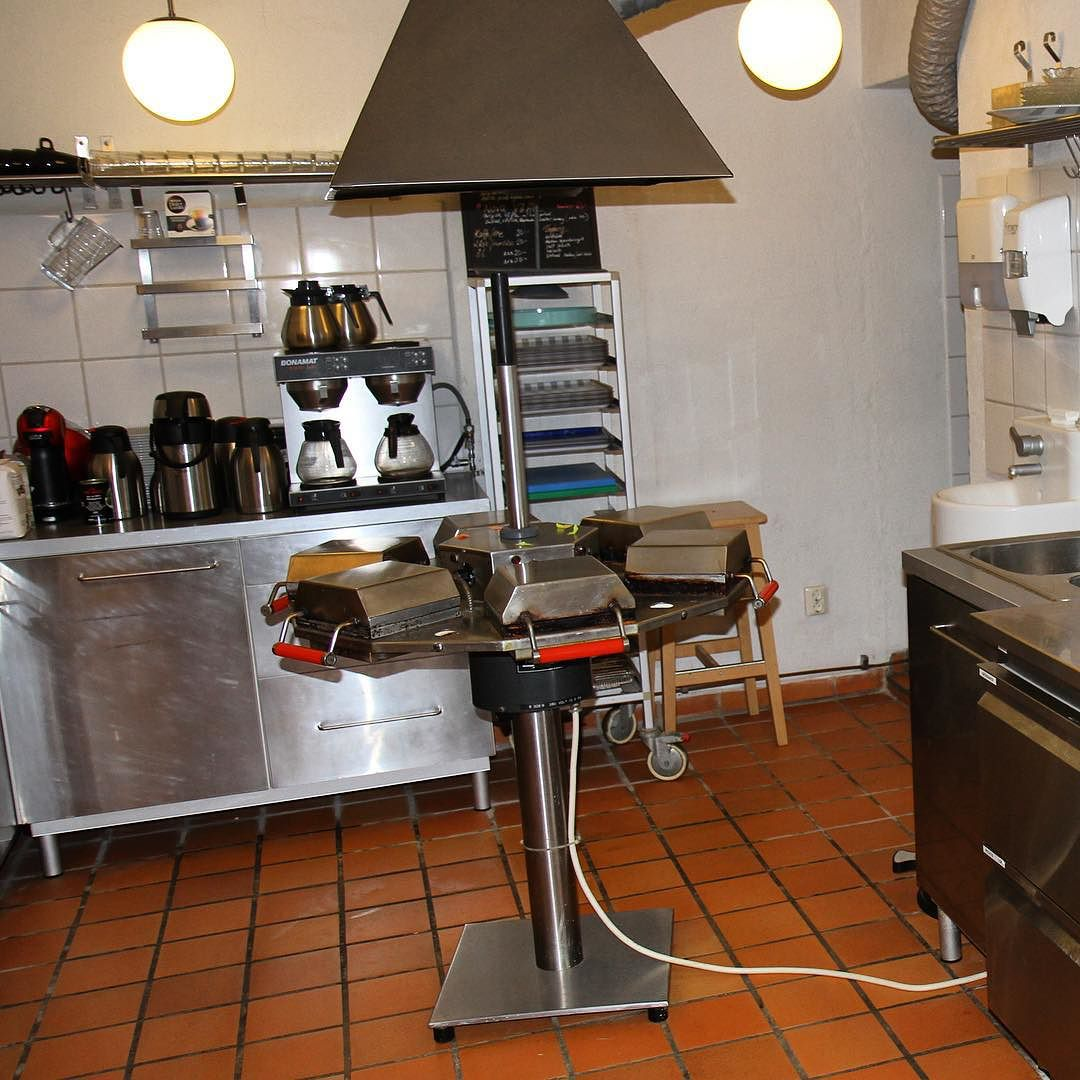
En våffelmaskin i ett storkök.